# Carlos Dalla Tea
Carlos Alberto Dalla Tea, oficial militar argentino que sirvió durante la última dictadura argentina, participando del golpe de Estado de 1976.

## Trayectoria como oficial superior
Para 1975, Carlos Dalla Tea tenía el rango de general de brigada.
Fue segundo comandante y jefe de Estado Mayor del Comando de Institutos Militares entre el 5 de septiembre de 1975 y enero de 1976. A partir del 23 de enero de 1976 pasó desempeñarse también como subjefe del Estado Mayor Operacional. Entre 1976 y 1977 fue secretario general del Ejército. Participó del pronunciamiento del 24 de marzo de 1976.